# Crypsiphila
Crypsiphila là một chi bướm đêm thuộc họ Geometridae.

## Các loài
- Crypsiphila atmophanes Turner, 1947